# Аристид Майол
Аристид Майол (на френски: Aristide Maillol, 8 декември 1861 – 27 септември 1944) е френски художник и скулптор от каталонски произход.

## Биография
Майол е роден в Банюл-сюр-мер, Русийон, Франция. През 1881 г. се премества в Париж, за да учи изобразително изкуство. След като кандидатства няколко пъти в Екол де Боз-Ар (École des Beaux-Arts), Майол е приет през 1885 г. Негови преподаватели са Жан-Леон Жером и Александър Кабанел. В ранните творби на Майол се открива влиянието на неговите съвременници Пиер Пюви дьо Шаван и Пол Гоген.
Гоген поощрява интереса му към декоративното изкуство и впоследствие Майол се ориентира към дизайна на гоблени. През 1893 г. той отваря работилница за гоблени в Банюл. Продукцията му се отличава с високо качество и в естетическо отношение, и като изработка. Така Майол допринася за възраждането на интереса към това изкуство във Франция. През 1895 г. той започва да изработва малки скулптори от теракота. Интересът му към скулптурата се задълбочава и до няколко години той напълно преустановява дейността си с гоблените.
Почти всички скулптури на Майол изобразяват голо женско тяло. Фигуративният стил на неговите големи бронзови скулптури се счита за значима стъпка към последвалата още по-голяма опростеност на формите, характерна за работите на Хенри Мур и Алберто Джакомети. Строгият класицизъм в творбите на Майол определя стандартите в европейската и американската скулптура до края на Втората световна война.
Майол изработва монумент, поръчан от Сезан през 1912 г., както и многобройни мемориали след Първата световна война.
Той загива при автомобилна злополука на 27 септември 1944 г. в Банюл на 83-годишна възраст. Голяма колекция от негови творби се съхранява в Париж, в музея „Майол“ (Musée Maillol), основан от Дина Виерни, с която Майол споделя последните 10 години от живота си. Неговият дом, намиращ се на няколко километра от Банюл, също е превърнат в малък музей, където са изложени негови работи и скици.